# The Big Bang Theory
The Big Bang Theory (en català La teoria del Big Bang) és una comèdia estatunidenca produïda i dirigida per Chuck Lorre i Bill Prady, pels estudis Chuck Lorre Productions i Warner Bros. Television. Va ser estrenada el 24 de setembre de 2007 pel canal de televisió CBS als Estats Units.
S'han emès dotze temporades als Estats Units i pel canal CBS. La primera temporada constava inicialment de 22 episodis, però a causa de la vaga de guionistes de 2007, es va reduir a disset capítols emesos en dues etapes de vuit i nou, començant el 24 de setembre de 2007 amb l'episodi "Pilot". La segona temporada, que va sortir a l'aire en els EUA el 22 de setembre de 2008 amb l'episodi "The Bad Fish Paradigm", va concloure l'11 de maig de 2009 amb l'episodi 23 titulat "The Monopolar Expedition". La tercera temporada va començar a emetre el 21 de setembre de 2009 a la CBS, amb l'episodi titulat "The Electric Can Opener Fluctuation" i va acabar amb l'episodi 23 anomenat "The Lunar EXCITATION". La quarta temporada va començar el 23 de septiembre9 de 2010 a la CBS, amb l'episodi titulat "The Robotic Manipulation" i va acabar amb el capítol "The roomate Transmogrification". El 22 de setembre de 2011 es va estrenar la cinquena temporada amb "The Skank Reflex Analysis" i va acabar el 10 de maig amb el capítol The Countdown Reflection. La sisena temporada va començar el 27 de setembre de 2012 amb l'episodi The Date Night Variabley va acabar amb l'episodi "The Bon Voyage Reaction". La setena temporada va començar el 26 de setembre del 2013 amb l'episodi "The Hofstadter Insufficiency" i va finalitzar el 15 maig 2014 amb l'episodi "The Status Quo Combustion". La vuitena temporada va començar amb l'episodi "The Locomotion Interruption" i va concloure amb l'episodi "The Comminent Determination".
Als Països Catalans, es pot veure la sèrie en espanyol al canal Neox i a TNT, en francès a MTV France, Warner TV i NRJ 12 i en italià pels canals de Mediaset, ja que de moment no s'ha doblat al català.

## Argument
En Leonard i en Sheldon són dos joves físics brillants que viuen junts i comparteixen feina a la universitat de Caltech, Pasadena (Califòrnia). Però tot i ser superdotats, les seves habilitats no els són gaire útils per interaccionar amb gent normal i corrent, sobretot amb dones. Són molt aficionats als videojocs, còmics i a la ciència-ficció. Acostumen a jugar a l'Halo i al World of Warcraft, són fanàtics de Flash, Superman, El senyor dels anells, La guerra de les galàxies, Star Trek, entre d'altres.
La sèrie comença amb la mudança de l'atractiva Penny al pis de davant del replà i fa èmfasi en la dificultat que tenen els dos protagonistes, juntament amb els seus amics Howard i Rajesh, representats com autèntics geeks, per relacionar-se amb persones fora del seu entorn social i desembocant en un seguit de situacions còmiques. A més, en Leonard veu en la Penny un nou univers de possibilitats... incloent-hi l'amor.

## Personatges
Principals
- Dr. Leonard Hofstadter (Johnny Galecki). Leonard Leakey Hofstadter és un físic que treballa a Caltech i company d'apartament de Sheldon. Segons ell, en Leonard té un QI de 173 (al primer episodi diu que tenen un QI combinat de 360 i a l'onzè, Sheldon diu el que seu QI és de 187). Els seus treballs de recerca solen incloure l'ús del làser i són de temàtica força variada, com el condensat de Bose-Einstein o els raigs còsmics. Tot i que domina les matemàtiques i la física, també té grans coneixements de literatura i d'història. Li agrada estar amb els seus amics encara que de vegades s'avergonyeix de ser massa friqui i intenta ser més social amb l'altra gent. Dolç però sarcàstic, en Leonard sembla el més "normal" del grup. No obstant això, té una pissarra a l'habitació per treballar en els seus teoremes físics, té productes higiènics de La guerra de les galàxies, li agrada jugar al Boggle en klingon o no sap sobre quins temes parlar amb les noies. Pateix intolerància a la lactosa, tema de moltes bromes per part dels seus amics. S'enamora a primera vista de la Penny, la nova veïna del replà, i ràpidament pensa a casar-s'hi i tenir-hi fills. Només ha sortit amb Joyce Kim, que va desertar a Corea del Nord i que era una espia. El nom del personatge és un homenatge a tres persones, l'actor/productor Sheldon Leonard, el famós arqueòleg Louis Leakey i el premi Nobel Robert Hofstadter. Una línia argumental de la sèrie es basa en la discontínua relació amorosa entre la Penny i ell. Durant les èpoques que no surten junts, en Leonard té relacions amoroses amb Leslie Winkle, Stephanie Barnett i Priya Koothrappali, germana de Rajesh. Finalment, però, acaba casat amb la Penny.
- Dr. Sheldon Cooper (Jim Parsons). Sheldon Lee Cooper és físic que treballa i conviu amb en Leonard a Pasadena, dedicant-se a la recerca en la teoria de cordes. De petit, va realitzar diversos experiments prodigiosos per la seva edat, alguns perjudicials per a la salut de la seva pròpia família. Amb onze anys ja anava a l'institut, i es va graduar ben aviat, amb quinze anys va anar a treballar a Alemanya com a professor, i finalment, va aconseguir un màster i dos doctorats en física. Amb catorze anys va rebre el premi Stevenson, esdevenint el guardonat més jove fins a l'arribada d'un nen superdotat Coreà, que el guanya abans. Tot i ser el millor amic de Leonard, el seu caràcter és molt diferent. Està plenament orgullós de ser un geni (té un QI de 187) totalment dedicat a la ciència, però presenta un desordre obsessiu-compulsiu. Segur de la seva superioritat i per augmentar el seu ego, acostuma a qüestionar les teories i els treballs dels seus companys. Molta gent li diu que és boig, tot i que sempre diu que no ho és perquè la seva mare li va fer proves. Per altra banda, té molt sentit de l'ètica i de la moral, però no té sentit de l'humor i no entén els sarcasmes. És molt metòdic, té certes manies i costums que són inqüestionables, com per exemple el lloc del sofà on asseure's, el menjar de cada àpat, l'etiquetatge de tots els objectes, la constant organització o que certes activitats estiguin programades el dia i l'hora a realitzar-se. Això sembla indicar que pateix un trastorn obsessivocompulsiu. Té poc interès en les relacions socials i molt menys en el sexe femení. Al llarg dels anys s'ha creat una sèrie d'enemics com Leslie Winkle o Wil Wheaton. És el propietari de "Wilwheatonsucks.com" No tolera gaire bé l'alcohol ni la cafeïna, que ràpidament afecten el seu estat d'ànim. Acostuma a vestir samarretes velles amb símbols de superherois. Té un sobrenom escollit per ell mateix que és Sheldor, the Conqueror i la seva germana bessona Missy l'anomena "Shelly". El nom del seu personatge prové del productor Sheldon Leonard. Té una germana i un germà, George Jr. La seva mare Mary és molt devota cristiana. Posteriorment té una relació amorosa poc ortodoxa amb l'Amy Farrah Fowler a causa del seu poc interès amb les dones.
- Penny (Kaley Cuoco). Cambrera de la cadena de restaurants The Cheesecake Factory i nova veïna de Leonard i Sheldon. És originària d'Omaha, Nebraska. Va traslladar-se a Los Angeles per treballar com a actriu, i després d'acabar una relació de quatre anys amb el seu xicot Kurt, va decidir canviar de pis a Pasadena. És una noia molt guapa, amable, oberta i simpàtica, però per altra banda també és bastant ignorant, molt desordenada i no gaire intel·ligent. Diu que és vegetariana, encara que de vegades menja peix i adora el bistec. Quan trenca una relació amorosa, acostuma a fer sexe sense sentit durant tot el següent cap de setmana, tot i que després diu que se sent fatal. També està escrivint un guió sobre una noia de Lincoln, Nebraska, que viatja a Los Angeles per convertir-se en actriu però que acaba treballant a The Cheesecake Factory, encara que segons ella no és autobiogràfica. A poc a poc se sent atreta a en Leonard i surten junts en diverses ocasions. Posteriorment acaba formant un grup d'amigues paral·lel al dels nois junt a la Bernadette i l'Amy.
- Howard Joel Wolowitz (Simon Helberg). Enginyer jueu del departament de física aplicada de Caltech que passa força temps a l'apartament de Sheldon i Leonard, tot i que ell diu que només és amic de Leonard. Ha dissenyat un satèl·lit que està orbitant sobre una lluna de Júpiter (en principi, Ganimedes), fent fotografies d'alta definició. Aprofitant que és l'únic enginyer de la colla, generalment assumeix el rol de líder en els experiments i projectes que fan junts. Domina diverses llengües, com ara l'anglès, francès, mandarí, rus, àrab i farsi, i sovint deixa anar ocurrències en aquests idiomes, sobretot per impressionar a les noies. Cada vegada que veu la Penny, deixa anar algun comentari per enamorar-la, encara que sempre aconsegueix l'efecte contrari. És molt segur de si mateix; s'autodefineix com el conquistador de la colla, i intenta lligar amb qualsevol noia que pot, tot i això, encara viu amb la seva mare que és molt autoritària. Vesteix un estil de moda força psicodèlic amb complements que demostren que és geek. Pateix al·lèrgia als cacauets i, com a conseqüència, trastorns del ritme cardíac. El seu sobrenom és Wolowizard. Posteriorment coneix a Bernadette Rostenkowski i la relació culmina amb el seu casament a la cinquena temporada, que es realitza just abans que ell viatgi a l'espai per anar a l'Estació Espacial Internacional. Tenen dos fills.
- Dr. Rajesh Ramayan Koothrappali "Raj" (Kunal Nayyar). El millor amic de Howard, tots dos admiren Stephen Hawking, però són oposats respecte a relacionar-se amb les noies. És original de l'Índia però s'ha traslladat als Estats Units i ara treballa al departament de Física de Caltech, en l'àrea d'astropartícules. Pateix ansietat social amb les dones, que es demostra en el seu mutisme amb elles. Quan una noia li parla, ell sent un monòleg sobre la seva cultura i canta exteriorment mentre és incapaç d'articular una paraula. Al llarg de la sèrie descobreixen que les begudes alcohòliques l'ajuden a superar aquesta ansietat tot i que també es torna arrogant i groller. Anteriorment havia tingut una petita relació amb un noi que s'havia disfressat d'esclava verda orion en el saló Comic-Con. Els seus pares viuen a l'Índia i es comunica amb ells via Webcam i té una germana, Priya, que també treballa als Estats Units viatjant per negocis. La seva germana té una relació amorosa amb en Leonard sense que ell ho sàpiga inicialment. Cansats de veure'l sol i de no poder mantenir una relació amorosa, els seus amics i els seus pares li arreglen diverses cites a cegues.

Secundaris
- Dra. Leslie Winkle (Sara Gilbert). Física que treballa en el mateix laboratori que en Leonard. Quan se la veu al laboratori, sempre està realitzant algun experiment inapropiat per preparar menjar. És força semblant a en Leonard, i durant un episodi tenen relacions sexuals, però com que no hi ha química entre ells, decideixen deixar-ho tal com està. Toca el violí en un quartet. Té una gran rivalitat amb en Sheldon, ja que ell la va insultar de forma misògina i ella el va fer plorar, de forma que quan es veuen, s'insulten mútuament. Esdevé un personatge recurrent a partir de la segona temporada, però a partir de la tercera deixa d'aparèixer.
- Dra. Bernadette Maryann Rostenkowski (Melissa Rauch). Treballa de cambrera amb Penny per pagar-se els estudis en microbiologia. La Penny la presenta a en Howard i més endavant comencen una estranya relació amorosa que a poc a poc es va consolidant. En la quarta temporada obté el doctorat i és contractada per una empresa farmacèutica amb un gran sou, fet que inicialment provoca gelosia al seu xicot. Al final de la cinquena temporada es casen improvisadament, ja que en Howard ha de realitzar una missió a l'espai i volen casar-se abans. És la dona de Howard Joel Wolowitz. És una excambrera de Cheesecake Factory i ha obtingut el seu doctorat en microbiologia i té un treball lucratiu en una companyia farmacèutica. Ella va començar a sortir amb Howard Wolowitz en "The Creepy caramel Recobriment Corol·lari" i, finalment, es va casar amb ell a "La Reflexió Compteenrere", al final de la temporada 5. Ella té el seu propiapartament en Pasadena que Howard finalment es va mudar a fi de deixar la casa de la seva mare. En la temporada 7, comencen a pensar a formar una família després de la mare de Howard ha de reposar-se.
- Dra. Amy Farrah Fowler (Mayim Bialik). Apareix quan en Rajesh i en Howard busquen una cita a cegues en un portal de cites d'Internet per en Sheldon i ella és l'única que respon. Essencialment és una rèplica femenina de Sheldon i esdevenen amics tot i que pot semblar que són xicots. Inicialment contacten via Webcam o SMS i no tenen gaire contacte físic, però gradualment, l'Amy vol aprofundir més en la relació malgrat que en Sheldon n'és molt reticent. Sempre ha patit molts problemes de socialització fins que coneix la Penny, amb la qual connecta ràpidament i esdevé la seva millor amiga, de fet és l'única fins a l'arribada de la Bernadette. Malgrat sentir-se atreta clarament cap a en Sheldon, de vegades mostra un desig bisexual cap a la Penny en forma de comentaris sobre el seu cos. Té un doctorat en neurobiologia i realitza tasques de recerca sobre l'addicció en primats i invertebrats, especialment amb drogues.
- Barry Kripke (John Ross Bowie). És un dels companys de Leonard i en Sheldon a Caltech. És físic com ells, però no els cau bé pel seu caràcter. Té un problema de rotacisme pel qual pronuncia "r" i "l" com la "W". Apareix quan s'enfronta als nois en una lluita de robots que organitza la universitat. Inicialment manté una gran rivalitat amb en Sheldon malgrat han de mantenir contacte per treballar, i tampoc no és molt acceptat pel grup. El nom del personatge prové del filòsof Saul Kripke.
- Stuart Bloom (Kevin Sussman). És el dependent de la botiga de còmics que freqüenten els nois i té molts coneixements sobre còmics i superherois. És una mica "Nerd" encara que és més sociable que ells i té talent pel dibuix. Apareix en un capítol que la Penny acompanya els nois a la botiga i allà li demana una cita. A partir de la tercera temporada se'l veu sempre deprimit i amb problemes econòmics. Se li crema la botiga i se'n va a viure a casa el Howard on i viu la seva mare amb la qual tindrà una molt bona relació. Una de les seves frases més freqüents és "no tinguis mai una tenda de còmics". Una de les seves grans aspiracions és tenir una xicota.
- Wil Wheaton (versió antagonista de si mateix). Apareix en la tercera temporada com a company de l'Stuart en una partida de cartes i en Sheldon s'hi enfronta perquè el considera un dels seus màxims enemics. Quan era petit, en Sheldon va fer un llarg viatge per assistir a una convenció sobre Star Trek: The Next Generation (Wheaton interpretava a Wesley Crusher) en la qual havia de participar Wheaton, però finalment no hi va assistir. Posteriorment apareix en més ocasions, sempre confrontant-se amb en Sheldon, fins que li demana perdó per les seves accions i li regala una figura de Wesley Crusher signada.

Altres
- Kurt (Brian Wade). Ex xicot de Penny. Físicament és com un armari, molt musculós i intimida molt, encara que no és gaire intel·ligent. La Penny talla amb ell perquè li ha estat infidel tot i que encara l'estima. Més endavant es troba amb ell i, per no defraudar-lo, el convida a una festa de Halloween que organitza.
- Dr. Eric Gablehauser (Mark Harelik). És el nou cap de departament de Leonard i Sheldon. Fa uns 25 anys que no realitza cap investigació original, i s'ha dedicat a escriure llibres sobre ciència per a no científics.
- Mary Cooper (Laurie Metcalf). Mare de Sheldon. És una dona cristiana molt devota que viu a Texas, i té dos fills més petits que aparentment i segons ella, són intel·lectualment oposats a en Sheldon. Sembla molt bona mare, que ha patit molt pel caràcter i la intel·ligència de Sheldon, però és l'única capaç d'entendre'l i controlar-lo. El seu marit va morir fa temps.
- Sra. Wolowitz (veu de Carol Ann Susi). És la mare den Howard. Viuen junts però mai ha aparegut físicament per pantalla, i sempre se la sent cridar des d'una altra habitació. Malgrat que treballa a la universitat, sempre el tracta com un nen, però ell també té una gran dependència i lligam vers la seva mare. Segons comenta en Howard, és molt grassa i peluda.
- Dr. V. M.  i Sra. Koothrappali (Brian George i Alice Amter). Són els pares de Rajesh, viuen a l'Índia i es comuniquen amb el seu fill mitjançant una webcam. El doctor Koothrappali és ginecòleg,i tots dos són molt rics. Volen que el seu fill es casi amb una índia i a conseqüència, i junt amb els seus amics; li concerten cites amb noies índies que treballen als Estats Units.
- Dra. Stephanie Barnett (Sara Rue). Doctora i interina en el Fremont Memorial. Té una cita amb en Howard però quan coneix en Leonard, senten una atracció mútua i comencen a sortir junts.
- Dra. Beverly Hofstadter (Christine Baranski). Mare de Leonard, és neuròloga i psiquiatre. Té un caràcter força semblant a en Sheldon,. amb qui s'avé força, i sovint analitza el caràcter de les persones fent-los sentir malament. Comenta que els germans de Leonard han tingut més èxit que ells i considera que la relació d'amistat entre en Rajesh i en Howard és un "matrimoni homosexual substitutiu".
- Zack Johnson (Brian Thomas Smith). Noi musculós però molt ignorant amb el qual surt la Penny després de tallar amb en Leonard per segona vegada. Surten tota la colla disfressats de Justice League a la nit de cap d'any aprofitant que ell té el cos per fer de Superman, però la Penny acaba tallant amb ell perquè és massa estúpid quan, en un capítol en el qual en Leonard i els seus amics fan un experiment amb un telescopi, es pensa que van a volar la Lluna. Inicialment en Sheldon pensa que és la persona adequada per la Penny, però després de veure el seu comportament, diu que ella es mereix una cosa millor.
- Priya Koothrappali (Aarti Mann). Germana de Rajesh, advocada llicenciada en la Universitat de Cambridge. Apareix en la quarta temporada visitant el seu germà, però es descobreix que manté una relació amorosa amb Leonard d'amagat. Posteriorment intenten portar la relació de forma normal, malgrat la desaprovació inicial de Rajesh, però es descobreix que ella no ho vol explicar als seus pares i se'n torna a l'Índia. Malgrat que mantenen la relació a distància, ella manté relacions sexuals amb el seu ex-xicot i decideixen tallar.

Artistes convidats
- Charlie Sheen, episodi The Griffin Equivalency.
- Summer Glau, episodi The Terminator Decoupling.
- George Smoot, episodi The Terminator Decoupling.
- James Hong (2), episodis  The Tangerine Factor i  The Dumpling Paradox.
- Ira Flatow, episodi The Vengeance Formulation.
- Katee Sackhoff (2), episodi The Vengeance Formulation i The Hot Troll Deviation.
- Stan Lee, episodi The Excelsior Acquisition.
- Judy Greer, episodi The Plimpton Stimulation.
- Steve Wozniak, episodi The Cruciferous Vegetable Amplification.
- George Takei, episodi The Hot Troll Deviation.
- Eliza Dushku, episodi The Apology Insufficiency.
- Neil deGrasse Tyson, episodis The Apology Insufficiency i The Conjugal Configuration.
- Rick Fox, episodi The Love Car Displacement.
- LeVar Burton (3), episodi The Toast Derivation, The Habitation Configuration i The Champagne Reflection.
- Brian Greene, episodi The Herb Garden Germination.
- Brent Spiner, episodi The Russian Rocket Reaction.
- Michael J. Massimino (6), episodis The Friendship Contraction, The Countdown Reflection, The Decoupling Fluctuation, The Re-Entry Minimization, The Table Polarization i The First Pitch Insufficiency.
- Stephen Hawking (5+2), episodis The Hawking Excitation, The Troll Manifestation, The Celebration Experimentation, The Geology Elevation i The Proposal Proposal. Se sent la seva veu també a The Extract Obliteration i The Relationship Diremption.
- Howie Mandel, episodi The Re-Entry Minimization.
- Buzz Aldrin, episodi The Holographic Excitation.
- Bob Newhart (4), episodis The Proton Resurgence, The Proton Displacement, The Proton Transmogrification i The Opening Night Excitation.
- Bill Nye, episodis The Proton Displacement i The Conjugal Configuration.
- Ira Flatow, episodi The Discovery Dissipation.
- James Earl Jones, episodi The Convention Conundrum.
- Carrie Fisher, episodi The Convention Conundrum.
- Billy Bob Thornton, episodi The Misinterpretation Agitation.
- Nathan Fillion, episodi The Comic Book Store Regeneration.
- Kevin Smith, episodis The Fortification Implementation i The D&D Vortex.
- Keith Carradine, episodi The 2003 Approximation.
- Patrika Darbo, episodi The Perspiration Implementation.
- Michael Rapaport, episodi The Helium Insufficiency.
- Stephen Merchant, episodi The Mystery Date Observation.
- Analeigh Tipton, episodi The Mystery Date Observation.
- Elon Musk, episodi The Platonic Permutation.
- Adam West, episodi The Celebration Experimentation.
- Blake Anderson, episodi The Line Substitution Solution.
- Ellen DeGeneres, episodi The Geology Elevation.
- Bill Gates, episodi The Gates Excitation.
- Mark Hamill, episodi The Bow Tie Asymmetry.
- William Shatner, episodi The D&D Vortex.
- Joe Manganiello, episodi The D&D Vortex.
- Kareem Abdul-Jabbar, episodi The D&D Vortex.
- George Smoot, episodi The Laureate Accumulation.
- Kip Thorne, episodi The Laureate Accumulation.
- Frances Arnold, episodi The Laureate Accumulation.
- Teller, episodis The Consummation Deviation, The Conjugal Configuration i The Bow Tie Asymmetry.
- Sarah Michelle Gellar, episodi The Stockholm Syndrome.

## Episodis
S'han emès dotze temporades de la sèrie. La primera temporada va ser més reduïda a causa d'una vaga de guionistes als Estats Units (2007) i finalment es van emetre disset episodis.
La primera temporada mostra com es coneixen els quatre amics científics amb la Penny i com va evolucionant la seva relació inicial de veïnatge cap a l'amistat. Per altra banda, també es poden veure els nombrosos intents d'en Leonard per aconseguir una cita amb la Penny i els diferents problemes que pateixen els amics per socialitzar-se amb la resta de persones. En la segona temporada es pot veure com en Sheldon va millorant la seva empatia cap a la resta d'humans i com la relació amorosa entre en Leonard i la Penny es trenca per convertir-se en una relació d'amistat molt forta. Després del viatge a l'Antàrtida, en la tercera temporada, es reprèn temporalment i s'inicia una nova relació de llarga durada entre Howard i Bernadette.
La quarta temporada es caracteritza per l'augment del grau d'importància dels papers femenins, ja que a l'aparició regular de Bernadette, parella Howard, i Penny, s'incorpora al càsting regular Amy Farrah Fowler, qui manté una estranya relació d'amor amb Sheldon i Priya, germana de Rajesh i parella de Leonard durant la temporada.

## Tema principal
Inicialment, per a l'obertura de la sèrie anaven a utilitzar un tema de Thomas Dolby, anomenat "She Blinded Me With Science". Encara que va ser el mateix Chuck Lorre qui finalment va optar per demanar-li a la banda canadenca Barenaked Ladies que compongués una cançó. El resultat va ser: "The History of Everything".
El tema principal de la sèrie, composta pel grup Barenaked Ladies, descriu el desenvolupament de la raça humana des de l'origen de l'univers fins a l'actualitat. En els crèdits inicials es reprodueix una versió reduïda de la cançó mentre es mostren il·lustracions sobre moments determinats de l'evolució i acaben amb una escena dels protagonistes menjant menjar ràpid.
El 9 d'octubre de 2007, el grup va llançar una versió completa de la cançó anomenada "Big Bang Theory Theme" d'1:45 de durada.

## Curiositats i referències culturals[calcitació]
La sèrie mostra un elevat nombre de referències sobre la cultura geek, aficions, roba, accessoris i diàlegs. Algunes d'aquestes referències són les següents:
- Originalment la sèrie s'havia d'anomenar "Lenny, Penny and Kenny".
- Durant un episodi pilot que mai va veure la llum, una dona anomenada Leslie Winkle diu haver tingut relacions sexuals amb Sheldon durant una convenció de Star Trek.  El Dr. Cooper afirmava estar passant per un període anomenat Pon Farr i a ella li va semblar una oferta irresistible (recordem que el personatge Spock, com tot vulcanià, cada 7 anys ha de tenir relacions sexuals o morirà).
- Existeix, i és de pública distribució, un episodi pilot de la sèrie en el qual Leonard i Sheldon es troben al carrer una noia borratxa anomenada Katie (Amanda Walsh), i tots dos protagonistes decideixen portar-la a viure amb ells al seu apartament. Com a acompanyants dels que avui serien Leonard i Sheldon, apareixien en els guions Katie i Gilda. Finalment, els productors van decidir que Katie esdevindria Penny i Gilda directament desapareixeria d'aquest esborrany presentat vora del nadal de l'any 2006.
- Els actors Johnny Galecki, Sara Gilbert i Laurie Metcalf van coincidir en la mítica comèdia estatunidenca "Roseanne", que va ser emesa a Catalunya a finals dels anys vuitanta.
- David Saltzberg, professor de Física i Astronomia a la Universitat de Califòrnia, s'encarrega de comprovar guions i de proveir alguns diàlegs, equacions matemàtiques i diagrames de la sèrie. Fins i tot és qui s'ocupa de totes les fórmules que se solen veure a les pissarres.
- Hofstadter, és el cognom que se li va donar a Leonard, va ser inspirat en dos coneguts científics de la vida real, anomenats Robert Hofstadter i al seu fill Douglas Hofstadter, col·laborador en les seves investigacions.
- Des de l'inici de la sèrie, l'ascensor de l'edifici està sempre espatllat i els protagonistes comenten que ja porten més de dos anys en aquesta situació. És curiós que passi això en un lloc on hi viuen genis que els agrada l'alta tecnologia. Una de les formes que van trobar els productors per abaratir els costos de la sèrie va ser la supressió d'escenaris addicionals. Va ser així com se'ls va acudir la idea de l'ascensor espatllat. D'aquesta manera, en pujar o baixar escales, els protagonistes desenvolupen els diàlegs oportuns sense la necessitat de filmar en exteriors o en diferents localitzacions.
- Conforme triomfava la sèrie, les mencions en l'ambient no van trigar a arribar. Durant un episodi, Leonard i Sheldon fan la seva aparició en la irònica sèrie animada Family Guy. Però això no és tot, també hi ha una paròdia pornogràfica de la sèrie que rep el nom de "Big Bang Theory: A XXX Parody".
- Un amic personal d'un dels productors de la sèrie patia d'una poc-freqüent patologia l'efecte de la qual era la impossibilitat d'iniciar qualsevol tipus de conversa davant les dones. Això ho van aplicar al personatge de "Raj" (Kunal Nayyar).
- Diferents fans de la sèrie s'han encarregat d'escampar rumors sobre possibles malalties que expliquin alguns comportaments de Sheldon, com per exemple, la Síndrome d'Asperger o també Espectre-Autisme. La veritat és que els rumors es van fer tan recurrents que els mateixos productors, en diferents ocasions, es van veure en la necessitat de desmentir-ho ferventment.
- La frase que sempre repeteix Sheldon després d'alguna de les seves peculiars bromes, Bazinga, no té un significat explícit. O almenys fins ara, ja que mai ha estat un tema abordat per la producció de la sèrie, encara que òbviament ja es tracta d'una marca registrada per Warner Bros.
- Només un dels protagonistes de la sèrie té estudis universitaris a la vida real. Mayim Bialik (Amy Farrah Fowler), qui va acabar el 2008 la seva carrera en Neurociència. De fet, ella mateixa sol afirmar que, sense tenir en compte el seu personatge, ella realment és un nerd.
- Durant la primera i segona temporada, els actors Johnny Galecki (Leonard) i Kaley Cuoco (Penny) van ser parella a la vida real. Però tot això a l'esquena de la producció, que res van saber fins que la relació va acabar.
- Durant la quarta temporada, Kaley Cuoco va haver de faltar durant diversos episodis a causa d'un accident: es va trencar una cama mentre muntava a cavall. Ja de tornada, la seva primera aparició va ser darrere d'un taulell. Però ella no va ser l'única actriu accidentada. En diferents episodis de la sisena temporada, els càmeres van tenir un ardu treball intentant amagar el braç dret de Mayim Bialik (Amy Farrah Fowler), que portava un guix producte d'un accident automobilístic.
- La Penny és l'únic personatge de la sèrie del qual ningú en sap el cognom, ja que mai l'han esmentat.
- Mentre que a la sèrie Sheldon és fanàtic de la famosa franquícia Star Trek, en la realitat, Jim Parsons va afirmar que mai havia vist una pel·lícula sencera. El mateix passa amb la sèrie Doctor Who.
- En Howard sempre porta cinturó però en destaquen les diferents sivelles força geeks, com per exemple un antic comandament de la videoconsola NES o els emblemes de Batman, "Flash" o Superman.
- En Sheldon acostuma a portar samarretes referents als seus herois de còmic "Flash" o "Superman", mentre en Leonard les porta amb representacions d'acudits de química orgànica. En Sheldon també ha aparegut amb una samarreta de la carta d'ajust.
- La cortina de dutxa representa una taula periòdica i el Leonard utilitza el xampú de Darth Vader i el condicionador de Luke Skywalker.
- En Sheldon té una espasa Jedi que s'il·lumina com una llanterna.
- Entre els videojocs que apareixen a la sèrie hi ha el "Halo", el "Pump It Up", el "WoW", el "Wii Sports", el "Guitar Hero", el "Red Dead Redemption" i també els jocs convencionals com l'escacs tridimensional, el "Paintball", el "Boggle" i la lluita de cometes.
- En una festa de disfresses que assisteixen, tots coincideixen en la disfressa de Flash, però després decideixen canviar per les de Frodo, Thor, Robin Hood i efecte Doppler, la Penny es disfressa de Catwoman. En un altre episodi, els nois assisteixen a una festa renaixentista disfressats de monjo, arlequí, trobador i cavaller. El següent cop que assisteixen a la festa renaixentista, en Sheldon es disfressa de Spock perquè diu que aquestes festes tenen massa errors de caracterització.
- Els pares d'en Rajesh no es perden cap capítol de la sèrie "Doogie Howser, M.D." a l'Índia.
- En Sheldon explica un conte dedicat a la princesa Panchali quan coneix una noia que s'hi assembla molt físicament.
- En Leonard té un vestit de vol de "Battlestar Galactica" a l'armari.
- Els protagonistes coneixen perfectament l'idioma artificial Klingon, fins i tot juguen al Boggle en aquest idioma.
- Assisteixen a una marató d'"El planeta dels simis" amb una màscara de ximpanzé.
- En Leonard li regala a en Sheldon un pot de galetes en forma de Batman.
- En un capítol apareix una reproducció a escala real de la màquina del temps utilitzada en la pel·lícula "La màquina del temps". En Sheldon té malsons on apareixen dos "morlocks" de la pel·lícula original.
- En un capítol de l'onzena temporada en Sheldon parla de l'estrena de Start Wars 8. La pel·lícula s'estrenava aquella mateixa setmana.

## Altres emissions
| País                 | Data d'estrena         | Canal                      | Notes                                                                                                  |
| -------------------- | ---------------------- | -------------------------- | --- |
| Albània              | 19 d'abril de 2009     | Digi+                      | |
| Alemanya             | 11 de juliol de 2009   | ProSieben                  | Doblada a l'alemany.                                                                                   |
| Argentina            | Novembre de 2007       | Warner Channel             | Versió original subtitulada.                                                                           |
| Austràlia            | Finals de 2007         | Nine Network GO!           | |
| Bangladesh           |                        | Zee Cafe                   | |
| Bèlgica              | 31 d'agost de 2008     | La Une 2BE                 | Versió original subtitulada.                                                                           |
| Bolívia              | Novembre de 2007       | Warner Channel             | Versió original subtitulada.                                                                           |
| Brasil               | Novembre de 2007       | Warner Channel SBT HD      | Doblada al portuguès amb el títol "A Teoria do Big Bang".                                              |
| Bulgària             | 5 de novembre de 2008  | Nova Television            | |
| Canadà               | 24 de setembre de 2007 | A CTV                      | |
| Colòmbia             | Novembre de 2007       | Warner Channel             | |
| Costa Rica           | Novembre de 2007       | Warner Channel Teletica    | Versió original subtitulada. Doblada al castellà.                                                      |
| Cuba                 |                        | Multivisión                | |
| Dinamarca            | Gener de 2009          | 6'eren                     | Versió original subtitulada.                                                                           |
| República Dominicana |                        | Warner Channel             | |
| Equador              | Novembre de 2007       | Warner Channel             | Versió original subtitulada.                                                                           |
| Eslovènia            | 23 de febrer de 2009   | Kanal A                    | |
| Espanya              | 12 de juny de 2008     | Antena.Neox TNT Antena 3   | Doblada al castellà.                                                                                   |
| Estats Units         | 24 de setembre de 2007 | CBS                        | |
| Fiji                 |                        | Mai TV                     | |
| Filipines            |                        | Jack TV                    | |
| Finlàndia            | 8 de setembre de 2008  | Sub                        | Versió original subtitulada amb el títol "Rillit Huurussa".                                            |
| França               | 18 d'octubre de 2008   | MTV FranceWarner TV NRJ 12 | |
| Grècia               | Setembre de 2009       | Star Channel               | Versió original subtitulada. Doble episodi.                                                            |
| Guatemala            |                        | Warner Channel             | |
| Hondures             |                        | Warner Channel             | |
| Hongria              | 27 de desembre de 2009 | Cool TV                    | Doblada a l'hongarès amb el títol "Agymenők".                                                          |
| Índia                |                        | Zee Cafe                   | |
| Irlanda              | 11 de juliol de 2008   | RTE2                       | |
| Islàndia             | 19 d'agost de 2008     | Stöð 2                     | |
| Israel               | Juliol de 2008         | yes stars Comedy           | |
| Itàlia               | 19 de gener de 2008    | Canals de Mediaset         | |
| Japó                 | 7 de novembre de 2009  | Super! drama TV            | |
| Lituània             | 21 de febrer de 2010   | TV1                        | Versió original subtitulada.                                                                           |
| Macau                |                        | Kanal 5                    | |
| Malàisia             |                        | ntv7                       | |
| Mèxic                | 6 novembre de 2007     | Warner Channel Canal 5     | Versió original subtitulada. Doblada al castellà amb el títol "La Teoría del Big Bang". Doble episodi. |
| Nepal                |                        | Zee Café                   | |
| Nicaragua            |                        | Warner Channel             | |
| Noruega              |                        | TVNorge                    | Versió original subtitulada.                                                                           |
| Nova Zelanda         | 17 de setembre de 2008 | TV2                        | |
| Països Baixos        | 2 de març de 2009      | Veronica                   | |
| Pakistan             |                        | Super Comedy               | |
| Panamà               |                        | Warner Channel             | Versió original subtitulada al castellà.                                                               |
| Paraguai             |                        | Warner Channel             | Versió original subtitulada.                                                                           |
| Perú                 | Novembre de 2007       | Warner Channel             | |
| Polònia              | 20 de novembre de 2008 | TVN Siedem                 | Titulada "Teoria wielkiego podrywu".                                                                   |
| Portugal             | 14 de juliol de 2008   | SET RTP2                   | |
| Regne Unit           | 14 de febrer de 2008   | Channel 4 E4               | |
| El Salvador          | Novembre de 2007       | Warner Channel             | |
| Sud-àfrica           |                        | M-Net SABC3                | |
| Suècia               |                        | Kanal 5                    | Versió original subtitulada.                                                                           |
| Tailàndia            | 26 de maig de 2008     | True Series                | |
| Trinitat i Tobago    | 2008                   | TV6                        | |
| Turquia              | 9 de setembre de 2008  | CNBC-e                     | Versió original subtitulada.                                                                           |
| Txèquia              | 7 d'abril de 2009      | Prima COOL                 | Doblada al txec amb el títol "Teorie velkého třesku".                                                  |
| Ucraïna              | 7 de desembre de 2009  | Inter MTV                  | Titulada "Теорія великого вибуху"                                                                      |
| Uruguai              | Novembre de 2007       | Warner Channel             | Versió original subtitulada.                                                                           |
| Veneçuela            | Novembre de 2007       | Warner Channel             | Versió original subtitulada.                                                                           |
| Xile                 | Novembre de 2007       | Warner Channel             | Versió original subtitulada.                                                                           |
| Xipre                | Novembre de 2008       | LTV                        | Versió original subtitulada.                                                                           |

## Premis i nominacions
| Any  | Premi                   | Categoria                                       | Receptor           | Resultat   |
| ---- | ----------------------- | ----------------------------------------------- | ------------------ | ---------- |
| 2009 | Emmy                    | Millor actor en sèrie còmica                    | Jim Parsons        | Nominat    |
| 2009 | Emmy                    | Millor actriu invitada en sèrie còmica          | Christine Baranski | Nominada   |
| 2009 | Emmy                    | Millor direcció artística en sèrie multi càmera |                    | Nominada   |
| 2009 | Satellite               | Millor sèrie còmica o musical                   |                    | Nominada   |
| 2009 | Satellite               | Millor actor en sèrie còmica o musical          | Jim Parsons        | Nominat    |
| 2009 | American Film Institute | 10 millors programes de televisió de l'any      |                    | Guanyadora |
| 2010 | People's Choice         | Comèdia televisiva favorita                     |                    | Guanyadora |
| 2010 | People's Choice         | Actor favorit en comèdia televisiva             | Jim Parsons        | Nominat    |
| 2011 | Globus d'Or             | Comèdia o musical televisiu                     |                    | Nominada   |
| 2011 | Globus d'Or             | Actor favorit en comèdia o musical televisiu    | Jim Parsons        | Guanyador  |
| 2011 | People's Choice         | Comèdia televisiva favorita                     |                    | Nominada   |
| 2011 | People's Choice         | Actor favorit en comèdia televisiva             | Jim Parsons        | Nominat    |
| 2011 | Emmy                    | Millor actor en sèrie còmica                    | Jim Parsons        | Guanyadora |
| 2011 | Emmy                    | Millor sèrie còmica                             |                    | Nominada   |
| 2012 | Globus d'Or             | Millor actor en sèrie musical o còmica          | Johnny Galecki     | Nominat    |
| 2012 | Emmy                    | Millor sèrie còmica                             |                    | Nominada   |
| 2012 | Emmy                    | Millor actor en sèrie còmica                    | Jim Parsons        | Nominat    |
| 2012 | Emmy                    | Millor actriu secundària en sèrie còmica        | Mayim Bialik       | Nominat    |
| 2013 | Globus d'Or             | Millor sèrie musical o còmica                   |                    | Nominada   |
| 2013 | Globus d'Or             | Millor actor en sèrie musical o còmica          | Jim Parsons        | Nominat    |
| 2013 | Emmy                    | Millor sèrie còmica                             |                    | Nominada   |
| 2013 | Emmy                    | Millor actor en sèrie còmica                    | Jim Parsons        | Guanyador  |
| 2013 | Emmy                    | Millor actriu secundària en sèrie còmica        | Mayim Bialik       | Nominada   |
| 2013 | Emmy                    | Millor actor convidat en sèrie còmica           | Bob Newhart        | Guanyador  |

## DVD
Les temporades estan disponibles en caixes de 3 DVD, a partir de la temporada 3 també disponibles en caixes de 2 discs Blu-Ray:
| Nom                        | Ep. | Llançament             | Llançament             | Llançament           | Extres |
| Nom                        | Ep. | Regió 1                | Regió 2                | Regió 4              | Extres |
| -------------------------- | --- | ---------------------- | ---------------------- | -------------------- | --- |
| The Complete First Season  | 17  | 2 de setembre de 2008  | 12 de gener de 2009    | 3 d'abril de 2009    | - Box set: 3 discs - Mecànica quàntica de la teoria del big-bang - Reportatge sobre el protagonistes i creadors de la sèrie.                                                                               |
| The Complete Second Season | 23  | 15 de setembre de 2009 | 19 d'octubre de 2009   | 3 de març de 2010    | - Box set: 4 discs - Resum de gags - Entrevista a físic i professor de l'UCLA David Saltzberg amb relació a l'assessorament que fa per la sèrie - Característiques i personatges únics de la 2a temporada. |
| The Complete Third Season  | 23  | 14 de setembre de 2010 | 27 de setembre de 2010 | 13 d'octubre de 2010 | - Box set: 3 discs - Resum de gags - Visita al set de gravació amb Simon Helberg i Kunal Nayyar. |
| The Complete Fourth Season | 24  | 13 de setembre de 2011 | 26 de setembre de 2011 | 5 d'octubre de 2011  | - Box set: 3 discs - Resum de gags - La història de la sintonia de la sèrie - Entrevistes entre els protagonistes de la sèrie                                                                              |
| The Complete Fifth Season  | 24  | 11 de setembre de 2012 | 3 de setembre de 2012  | 3 d'octubre de 2012  | - Box set: 3 discs - Resum de gags - "The Big Bang Theory at 100" - "The Big Bang Theory's Laws of Reflection" - "Professors of Production"                                                                |